# Мамут, Леандро
Леандро Хуан Уго Мамут (исп. Leandro Juan Hugo Mamut; род. 31 декабря 2003, Ла-Плата, Буэнос-Айрес) — аргентинский футболист, атакующий полузащитник клуба «Химнасия Ла-Плата».

## Клубная карьера
Мамут — воспитанник клуба «Химнасия Ла-Плата». 19 февраля 2021 года в матче против «Тальерес» он дебютировал в аргентинской Примере, заменив во втором тайме Матиаса Миранды.